# Верхнее Поле
Верхнее Поле— исчезнувшее село в Судакском регионе Республики Крым, располагавшееся на севере территории горсовета, в долине ручья Токетсу (левый приток реки Сухой Индол), примерно в 2 км северо-восточнее современного села Переваловка.

## История
Впервые в исторических документах селение встречается в «…Памятной книжке Таврической губернии на 1902 год», согласно которой в хуторе Верхнее поле Салынской волости Феодосийского уезда Таврической губернии, входившей в Салынское сельское общество, числилось 7 жителей, домохозяйств не имеющих, но в Статистическом справочнике Таврической губернии 1915 года селение не записано.
После установления в Крыму Советской власти, по постановлению Крымревкома от 8 января 1921 года была упразднена волостная система и село вошло в состав вновь созданного Старо-Крымского района Феодосийского уезда, а в 1922 году уезды получили название округов. 11 октября 1923 года, согласно постановлению ВЦИК, в административное деление Крымской АССР были внесены изменения, в результате которых округа ликвидировались и Старо-Крымский район стал самостоятельной административной единицей. Декретом ВЦИК от 04 сентября 1924 года «Об упразднении некоторых районов Автономной Крымской С. С. Р.» Старо-Крымский район был упразднён и село включили в Феодосийский район. Согласно Списку населённых пунктов Крымской АССР по Всесоюзной переписи 17 декабря 1926 года, в селе Верхнее Поле, Салынского сельсовета Феодосийского района, числилсось 18 дворов, все крестьянские, население составляло 86 человек, из них 85 греков и 1 русский. В дальнейшем в доступных источниках не встречается.